# Amos Gitai

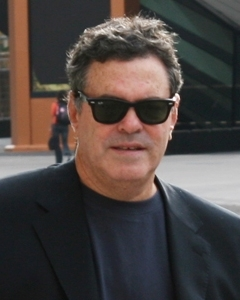
Amos Gitai al Toronto International Film Festival (2008)

Amos Gitai (Haifa, 11 d'octubre de 1950) és un cineasta israelià. Fill de Munio Weinraub-Gitaï, arquitecte de la Bauhaus, i Efratia Luria, intel·lectual i docent, especialista no religiosa de textos bíblics.
Va començar a estudiar arquitectura al Haifa Technion, però va haver d'interrompre els seus estudis per participar en la Guerra del Yom Kippur (1973) en una unitat d'evacuació mèdica per helicòpter. Allà va resultar ferit quan un míssil sirià va impactar amb el seu helicòpter. Durant les seves missions utilitzava una càmera Super 8, i al final de la guerra va iniciar la seva carrera com a director. El 1980 va realitzar el seu primer documental, House.
Actualment resideix a Haifa i París, però treballa arreu del món.

## Obra
La trajectòria vital d'Amos Gitai marca les seves obres. En primer lloc, és hereu del sionisme i dels orígens dels intel·lectuals d'Europa central, context marcat per les idees socialistes dels pioners de l'estat jueu i la recerca científica i estètica (el seu pare és un arquitecte que va fugir Alemanya nazi el 1933 i la seva mare és una intel·lectual russa, els avantpassats de la qual van emigrar a Palestina a principis del segle XX). Després va formar part de la primera generació de nens després de la fundació de l'Estat d'Israel, que va haver d'afrontar dues guerres, la dels Sis Dies (juny de 1967) i la del Yom Kippur (octubre de 1973). També hem d'afegir la seva formació i la seva primera vocació d'arquitecte.
La seva primera pel·lícula House (1980) és un documental dedicat a la reconstrucció d'una casa. La pel·lícula té lloc en un petit carrer de Jerusalem, i descobreix amb vigor i sensibilitat el dia a dia d'israelians i palestins.
Després de House i d'una sèrie de curtmetratges experimentals i documentals, va aconseguir el reconeixement com a director amb la pel·lícula Kippur (2000) que va tenir una recepció molt positiva al Festival de Cannes.
House també inicia la seva manera habitual de treballar, amb trilogies que formulen les mateixes recerques i interrogacions: els documentals House (1980), A House in Jerusalem (1998) i News from Home / News from House (2006), o la trilogia sobre els procediments del capitalisme global (Bangkok-Bahrein, 1983; Ananas, 1984; Orange, 1998). També trilogies de ficció sobre l'exili (Esther, 1985; Berlin Yerushalayim, 1989 Golem, the Spirit of the Exile, 1991), esdeveniments decisius històrics d'Israel (Kippur, 2000; Eden, 2001; Kedma, 2002) o sobre les fronteres (Promise Land, 2004; Free Zone, 2005; Disengagement, 2007).
El 2015 la seva pel·lícula Rabin, the Last Day, una barreja de ficció i imatges d'arxiu, es va presentar en competició al Festival de Cinema de Venècia i al Festival Internacional de Cinema de Toronto. Vint anys després de l'assassinat del primer ministre israelià per un estudiant ultraortodox, el 4 de novembre de 1995 a Tel-Aviv, Gitai repassa aquest succés traumàtic, posant l'assassinat en el seu context polític i social.
La seva darrera pel·lícula, fins al moment, és West of the Jordan River (2017).
El treball del cineasta Amos Gitai té gairebé 90 títols amb una gran varietat de formats i estils (llargmetratges, ficció i documentals, treballs experimentals, produccions de televisió, rodats al seu país, Israel o arreu del món), als quals hem d'afegir instal·lacions de vídeo, produccions teatrals i llibres.

## Premis
Entre d'altres, destaquen:
- 2008: Leopard d'honor del 61è Festival Internacional de Cinema de Locarno pel conjunt de la seva obra

- 2011: Doctor honoris causa per la Universitat de Versailles-Saint-Quentin-en-Yvelines
- 2005: Premi Roberto Rossellini al Festival Internacional de Cinema de Cannes
- 2013: Premi Robert Bresson al Festival Internacional de Cinema de Venècia